# José Terrón
José Terrón (José Terrón Peñaranda, Madrid, 5 de julio de 1939 – Benidorm, 12 de mayo de 2019) fue un actor español de cine, reconocido y valorado como uno de los mejores especialistas del mundo.
Se inició en el cine con sus tres hermanos, Pedro, Ángel y Víctor, como especialista, por su habilidad para hacer acrobacias sobre los caballos, y fue uno de los precursores del volteo en España junto a sus hermanos, entrenados en el barrio del Cajón y Valdevivar, de Madrid. José Terrón participó en más de 50 películas en los años 60 y 70, sobre todo en el spaguetti western, y siempre hacía de villano por su particular rostro. 
En La muerte tenía un precio, del director italiano Sergio Leone, José Terrón encarnó al personaje de Guy Calloway, a quien el de Lee van Cleef mata de un disparo en la frente para cobrar la recompensa. Ese fue el papel más recordado de la carrera de José Terrón.

Aunque casi siempre de extra y sin acreditar, trabajó en otras películas importantes. En El bueno, el feo y el malo, se lo puede ver durante solo un segundo en el papel de Thomas Larson (Shorty), compañero de Rubio (Clint Eastwood) al que éste no puede salvar de la horca porque se lo impide Tuco (Eli Wallach).

También tuvo José Terrón trabajos importantes de especialista en series de la televisión española, como Curro Jiménez.
Su caballo preferido era Quinito, que era uno de los más cotizados del cine por sus derribos.
Como especialista, José Terrón se retiró al Castillo Conde de Alfaz. Siguieron sus pasos su hijo José Terrón, como especialista de acción y caballero medieval, y su nieto Cristian Terrón, que también trabaja en ese castillo actuando como Robin Hood. 
José Terrón Peñaranda murió el 12 de mayo de 2019 en Benidorm.

## Filmografía
- El Cid (1961), de Anthony Mann.
- La caída del Imperio Romano (1964), de Anthony Mann.
- El fabuloso mundo del circo (1964), de Henry Hathaway.
- La muerte tenía un precio (1965), de Sergio Leone.
- Django (1966), de Sergio Corbucci.
- Arizona Colt (1966), de Michele Lupo.
- Navajo Joe (1966), de Sergio Corbucci.
- El bueno, el feo y el malo (1966), de Sergio Leone.
- De hombre a hombre (1967), de Giulio Petroni.
- Tú perdonas... yo no (1967), de Giuseppe Colizzi.
- Quince horcas para un asesino (1968), de Nunzio Malasomma.
- Lo quiero muerto (1968), de Paolo Bianchini.
- Shalako (1968), de Edward Dmytryk.
- Comanche blanco (1968), de José Briz Méndez y Gilbert Kay.
- Tierra de gigantes (1969), de Ferdinando Baldi.
- La quebrada del diablo (1971), de Niksa Fulgosi y Burt Kennedy.